# Chuck Hagel
Charles Timothy Hagel dit Chuck Hagel, né le 4 octobre 1946 à North Platte (Nebraska), est un homme politique américain. Membre du Parti républicain, il est sénateur du Nebraska entre 1997 et 2009 puis secrétaire à la Défense dans l'administration démocrate du président Barack Obama.

## Biographie

### Formation et carrière civile
Chuck Hagel est né le 4 octobre 1946 à North Platte, Nebraska. Il est diplômé en 1966 de l'Institut Brown sur la Radio et la télévision. En 1967-1968, il fait son service militaire dans l'infanterie occupant le rang de sergent et participe à la guerre du Viêt Nam. Il est plusieurs fois décoré, notamment de la médaille Purple Heart.
En 1971, il termine ses études à l'université du Nebraska à Omaha et se lance dans les affaires. Il devient alors, à l'apogée de sa carrière professionnelle, le directeur de l'« American Information Systems Inc. » (AIS) - rebaptisé « Election Systems & Software » (ES&S) en 1997 - entreprise fournissant de nombreuses machines à voter. Un nombre important de ces machines se sont par la suite révélées défectueuses[réf. nécessaire]. Elles seront également fortement décriées dans les années 2000 pour leur complexité et leur manque de fiabilité.

### Sénateur républicain du Nebraska

#### Un sénateur atypique

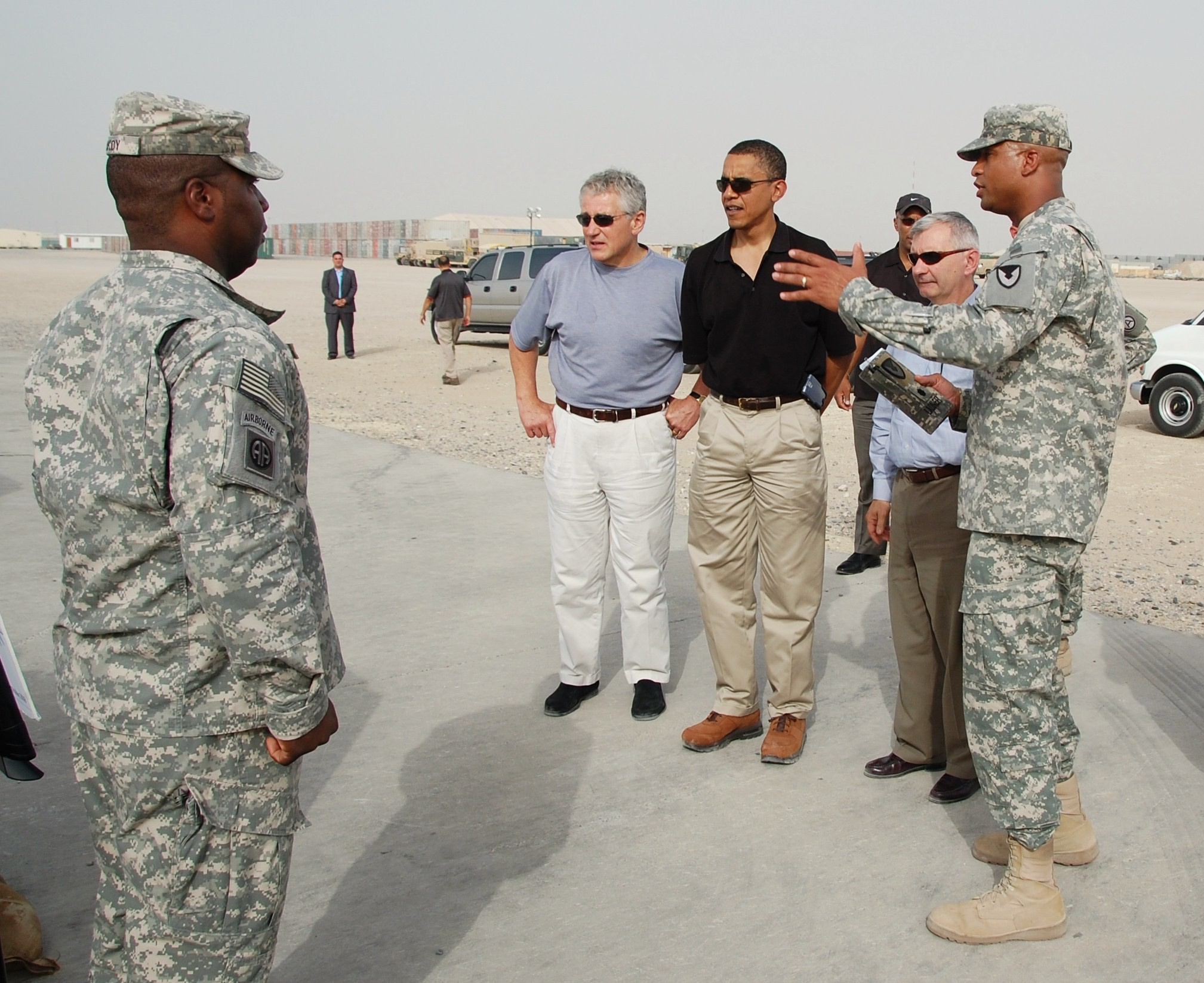
Chuch Hagel avec Barack Obama en visite au Koweït alors qu'ils étaient tous les deux sénateurs, en juillet 2008.

En 1996, Chuck Hagel se présente aux élections du Sénat des États-Unis. Son principal adversaire est alors le démocrate Ben Nelson, encore gouverneur du Nebraska à l'époque. C'est avec surprise que Chuck Hagel est alors élu avec 54 % des suffrages. En 2002, il se voit réélu avec 83 % des votes.
Chuck Hagel est membre de trois commissions sénatoriales : la première concernant les affaires étrangères, la seconde portant sur l'urbanisme et la troisième sur les services secrets. Sénateur républicain atypique et libertarien conservateur, il est souvent comparé à l'autre sénateur républicain vétéran du Viêt Nam, John McCain.

#### Opposition à la guerre en Irak
Le 18 août 2005, Chuck Hagel est l'un des premiers républicains à comparer la guerre d'Irak avec la guerre du Viêt Nam, n'hésitant pas à railler les déclarations du vice-président Dick Cheney sur ce sujet. Peu de temps après, il se prononce pour la mise en place d'un calendrier de retrait des troupes d'Irak. En décembre 2005, confirmant ses prises de position souvent détonantes par rapport aux autres sénateurs républicains, il se justifie par le fait qu'il a prêté serment à la constitution américaine et non à son parti ou son président. Cette justification sera également reprise par Joseph Lieberman, un sénateur également atypique mais membre du Parti démocrate.
En janvier 2007, il conteste l'envoi de 20 000 soldats américains supplémentaires en Irak par le président Bush dont il dénonce « la politique étrangère aveugle », la plus grande depuis la guerre du Viêt Nam. En 2007, son taux d'approbation parmi les électeurs du Nebraska est plus élevé chez les démocrates que chez les républicains. En mars 2007, il est le seul républicain à joindre sa voix à celle des démocrates (majoritaires au Sénat à partir de janvier 2007) pour demander le retrait des troupes américaines en Irak au plus tard en mars 2008 (ce soutien au retrait des troupes a été accordé par 50 voix contre 48).

#### Opposition à l'administration Bush
Durant l'année 2006, Chuck Hagel est encore l'un des plus importants détracteurs républicains de l'administration Bush et de sa politique, et met alors en garde son propre parti sur les conséquences encourues lors des prochaines élections. Il déclare ainsi que « la sécurité nationale est plus importante que le Parti républicain ou le Parti démocrate. Et [pour un parti] s'en servir à but électoral se terminera par une défaite et un désastre politique ». Après la défaite des républicains au Congrès lors des élections de novembre 2006, il signe un éditorial où il dénonce la stratégie militaire en Irak du président Bush et en appelle à un calendrier de retrait du pays des troupes américaines.
Chuck Hagel a quelquefois été cité comme candidat potentiel à la vice-présidence des États-Unis à l'élection présidentielle de 2008 sur un ticket indépendant au côté de Michael Bloomberg, maire de la ville de New York. Malgré ses deux mandats en tant que sénateur, il annonce le 10 septembre 2007 qu'il n'était pas candidat à sa réélection au Sénat en 2009. Cette même année, il est nommé codirecteur du President's Intelligence Advisory Board par le président Barack Obama.

### Secrétaire à la Défense dans l'administration Obama

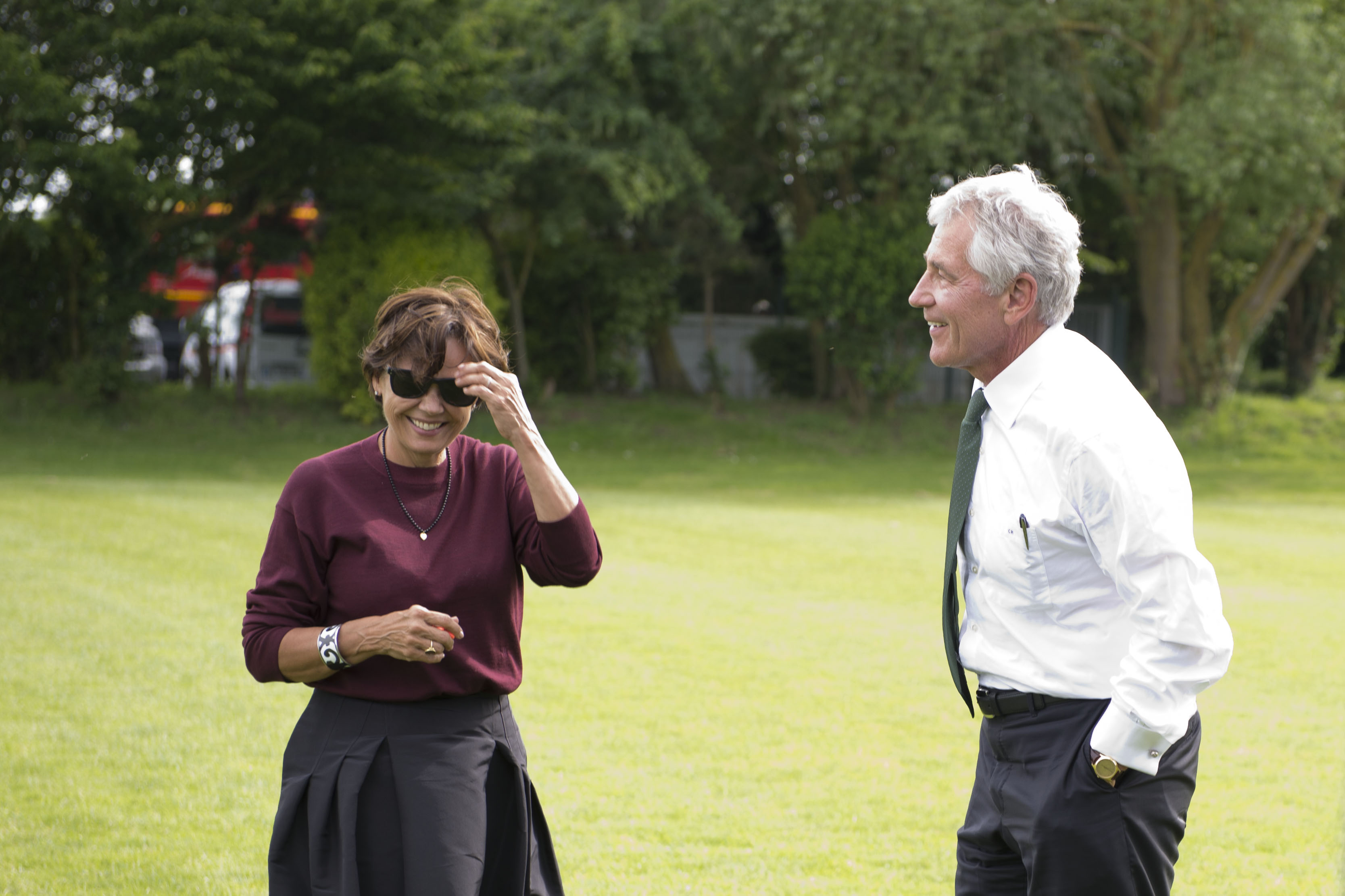
Chuck Hagel et son épouse aux commémorations du du débarquement de Normandie, le 6 juin 2014.

En janvier 2013, il est désigné par Barack Obama, président démocrate nouvellement réélu, afin de devenir secrétaire à la Défense des États-Unis et succéder à Leon Panetta. Sa nomination suscite de nombreuses réserves au Sénat (notamment chez ses anciens collègues républicains) qui doit valider sa nomination. Si certains démocrates lui reprochent des propos « politiquement incorrects » sur les homosexuels, plusieurs de ses anciens collègues lui reprochent des opinions supposées trop pacifistes, trop anti-israéliennes ou favorables à la dénucléarisation du monde. Il a cependant le soutien de plusieurs personnalités républicaines comme John Warner, ancien sénateur et membre de la commission des forces armées. Elliott Abrams, membre éminent de l'administration Reagan, l'accuse d'antisémitisme.
Le 24 novembre 2014, il présente sa démission au président, à la demande de ce dernier, notamment pour des divergences de point de vue stratégique sur la guerre contre l'État islamique. Durant son mandat, il a géré la diminution des crédits militaires et préparé le retrait américain d'Afghanistan ; il est resté en retrait concernant le conflit irakien, au profit du chef d'état-major des armées, Martin Dempsey. Il quitte officiellement ses fonctions en février 2015.

### Depuis 2015
En 2020, il fait partie des signataires d'une lettre de soutien au candidat démocrate Joe Biden, rédigée par 70 officiels républicains à la sécurité nationale, estimant que le président sortant républicain Donald Trump « n'était pas fait pour diriger ».